# Joan Bertrand i Elizalde
Joan Bertrand i Elizalde   (Barcelona, 1927 - Gijón, 31 de juliol de 1955) va ser un pilot català de motociclisme de velocitat, Campió d'Espanya de 125cc el 1953 i jove promesa que anava en camí de ser el número u de l'equip oficial de Montesa. Es va morir a 27 anys, a causa d'una caiguda en una cursa puntuable per al Campionat estatal disputada a Gijón, essent enterrat el 2 d'agost a Sant Feliu de Llobregat (Baix Llobregat), on la seva família tenia una important indústria tèxtil.

## Famílies influents
Joan Bertrand nasqué al si d'una família de l'alta burgesia barcelonina, emparentada amb una altra d'igualment influent. D'una banda, els Bertrand eren uns importants industrials del tèxtil, amb fàbriques a diverses ciutats catalanes. El creador de la nissaga empresarial havia estat el seu besavi, Manuel Bertrand i Cortalé (1807-1884), natural de La Roca de l'Albera (Rosselló) i establert al Baix Llobregat, on nasqueren els seus fills Manuel, Josep i Joan Bertrand i Salses. Manuel, el primogènit, fundà amb el seu sogre Eusebi Serra i Clarós l'empresa Bertrand i Serra, una de les més importants de Catalunya, que heretà son fill Eusebi Bertrand i Serra, esdevenint un dels grans industrials de l'època. Joan tingué un fill, Joan Bertrand i Coma (1890-1978) que continuà el negoci familiar a Sant Feliu de Llobregat, on l'empresa havia creat diverses colònies de treballadors (encara avui s'hi conserven en bon estat les "Casetes Bertrand" i els "pisos Bertrand"). Joan Bertrand i Elizalde era fill seu, i seguint la tradició familiar es formà com a perit tèxtil.
D'altra banda, els Elizalde havien estat sempre lligats al món del motor: El seu avi, Arturo Elizalde Rouvier, fou un destacat enginyer i empresari industrial que fundà a Barcelona l'empresa fabricant d'automòbils Elizalde, reconvertida més tard a fabricant de motors d'aviació. Tres cosins seus, els germans Elizalde Bertrand, varen ser també motociclistes de renom durant les dècades de 1950 i començaments de la de 1960: Arturo (conegut com a Lucas), José Antonio i Juan Elizalde Bertrand, arribant a guanyar entre tots tres diversos Campionats d'Espanya de velocitat, motocròs i regularitat.

## L'accident mortal
La cursa en què perdé la vida s'anomenava Circuito Internacional Motorista i es disputava al Circuit de San Lorenzo de Gijón, un circuit urbà de 3 quilòmetres de longitud. Era la quarta prova del campionat estatal d'aquell any i l'onzena edició de l'esdeveniment (la segona amb categoria internacional). Aquell dia, Joan Bertrand ja havia corregut la cursa dels 125cc amb la seva Montesa (acabant-hi sisè), quan de sobte decidí de córrer també la de 500cc, participant-hi amb una Norton que li deixà el valencià Paco González.
Durant la cursa, amb força pluja i el terra lliscant, Bertrand perdé el control de la Norton quan mirava de netejar-se les ulleres entelades per la pluja (a la sortida del revolt de Piles, durant la sisena volta), i anà a estavellar-se contra una fita quilomètrica del mig de la calçada. Anant com anava a més de 120 km/h, l'impacte fou tan fort que la motocicleta es va partir en dos i Bertrand va sortir disparat, anant a topar violentament de cap contra la pèrgola d'un mur, uns 100 metres més enllà. Greument ferit, fou traslladat en ambulància a l'hospital on arribà ja mort.

## Palmarès
- Guanyador del Motocròs de Vallvidrera (1952)[2]
- Rècord absolut de la Volta a Mallorca (1952), pilotant una 125cc
- Guanyador de la Pujada a la Rabassada i rècord de la seva categoria (1953)
- Rècord de la pujada a Vallvidrera fins a 1954
- Campió d'Espanya de 125cc (1953, Montesa)
- 3 vegades guanyador en equip de la Prueba de invierno
- 3 medalles d'or en el Trofeo Nacional Motociclista

### Resultats al Mundial de motociclisme[10]
| Any  | Categoria | Moto    | Curses | Victòries | Podi | Pole | Fast lap | Punts | Posició |
| ---- | --------- | ------- | ------ | --------- | ---- | ---- | -------- | ----- | ------- |
| 1954 | 125cc     | Montesa | 1      | 0         | 0    | 0    | 0        | 3     | 11è     |